# 俄羅斯的阿列克謝·亞歷山德羅維奇大公
阿列克謝·亞歷山德羅維奇大公（俄语：Великий князь Алексе́й Алекса́ндрович，1850年1月14日—1908年11月14日），俄羅斯大公，亞歷山大二世的第四子。